# Buntingford
Buntingford est une petite ville de marché et une paroisse civile du district de East Hertfordshire et du comté de Hertfordshire, en Angleterre.